# Thézan-des-Corbières

Thézan-des-Corbières este o comună în departamentul Aude din sudul Franței. În 1 ianuarie 2022 avea o populație de 568 de locuitori.